# Pokutująca Maria Magdalena (obraz El Greca z 1585)
Pokutująca Maria Magdalena – obraz hiszpańskiego malarza pochodzenia greckiego Dominikosa Theotokopulosa, znanego jako El Greco.
W pierwszych latach pobytu w Hiszpanii El Greco namalował kilka obrazów przedstawiających Marię Magdalenę. Jednym z pierwszych było płótno znajdujące się obecnie w Worcester Art Museum, wzorowany na pierwszej wersji z Budapesztu powstałej prawdopodobnie jeszcze we Włoszech. Na wersji powstałej już w Toledo wzorowały się kolejne wersje Marii Magdaleny z Kansas City czy z Museo Cau Ferrat. W sumie artysta namalował pięć wersji Magdaleny pokutującej. Inspiracją stanowił niewątpliwie obraz Tycjana Magdalena z 1535 roku.

## Opis obrazu
Podobnie jak w poprzedniej wersji, Maria Magdalena przedstawiona jest na tle burzliwego nieba, ze wzrokiem wpatrzonym w niebo i z dłońmi złączonymi w modlitwie. Sylwetka Marii również jest identyczna do tej z Worcester Art Museum. Ma na sobie białą koszulę i ciemny płaszcz z przejrzystym szalem zawiązanym wokół szyi. Jej długie blond włosy podkreślają jej wyidealizowane piękno. Po prawej stronie znajdują się tradycyjne artefakty jej towarzyszące: czaszka i flakonik, który użyła podczas namaszczenia stóp Chrystusowych stóp. Postać Marii Magdaleny jest wydłużona, zwłaszcza szyja, ale ma małą głowę. Mistycyzm religijny jaki potrafił uchwycić El Greco był przyczyna wielkiej popularności tego tematu wśród pobożnej społeczności Toleda. Nadal widoczny jest wpływ szkoły weneckiej, zwłaszcza Tycjana oraz istnieją również subtelne echa prac Michała Anioła. W porównaniu do wersji z Worcester, postać Magdaleny ukazana jest z bliższej perspektywy kosztem pejzażu, jest bardziej barokowa, przepełniona większym napięciem emocjonalnym.

## Datowanie
Historycy z Nelson-Atkins Museum of Art datują powstanie obrazu na lata ok. 1580-1585 roku. Gudiol umieszcza dzieło w przedziale lat 1579–1586, Davies i Elliott na 1580 rok.

## Inne wersje

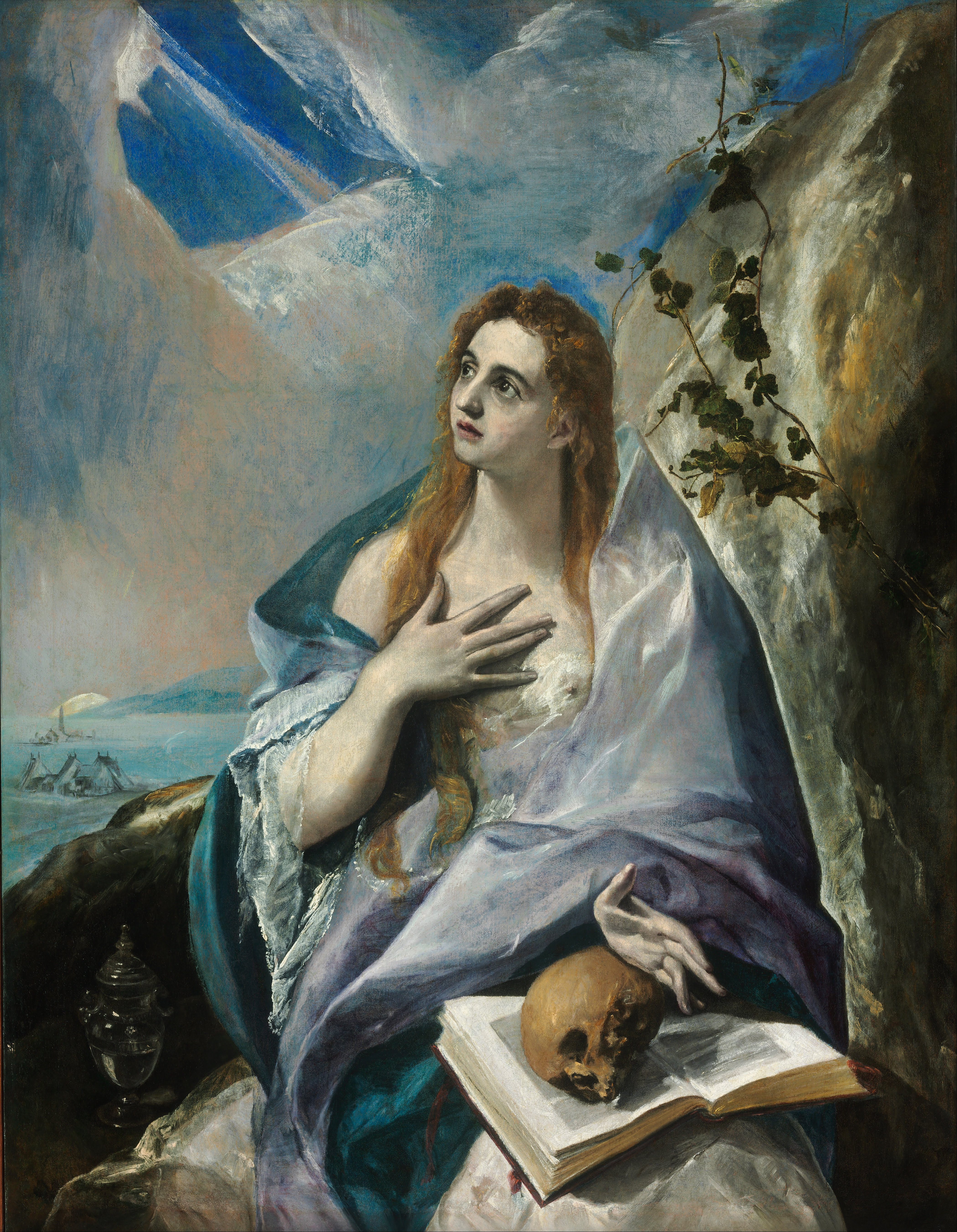
Pokutująca Maria Magdalena z 1580 (1580), 156,5 × 121 cm, Muzeum Sztuk Pięknych w Budapeszcie
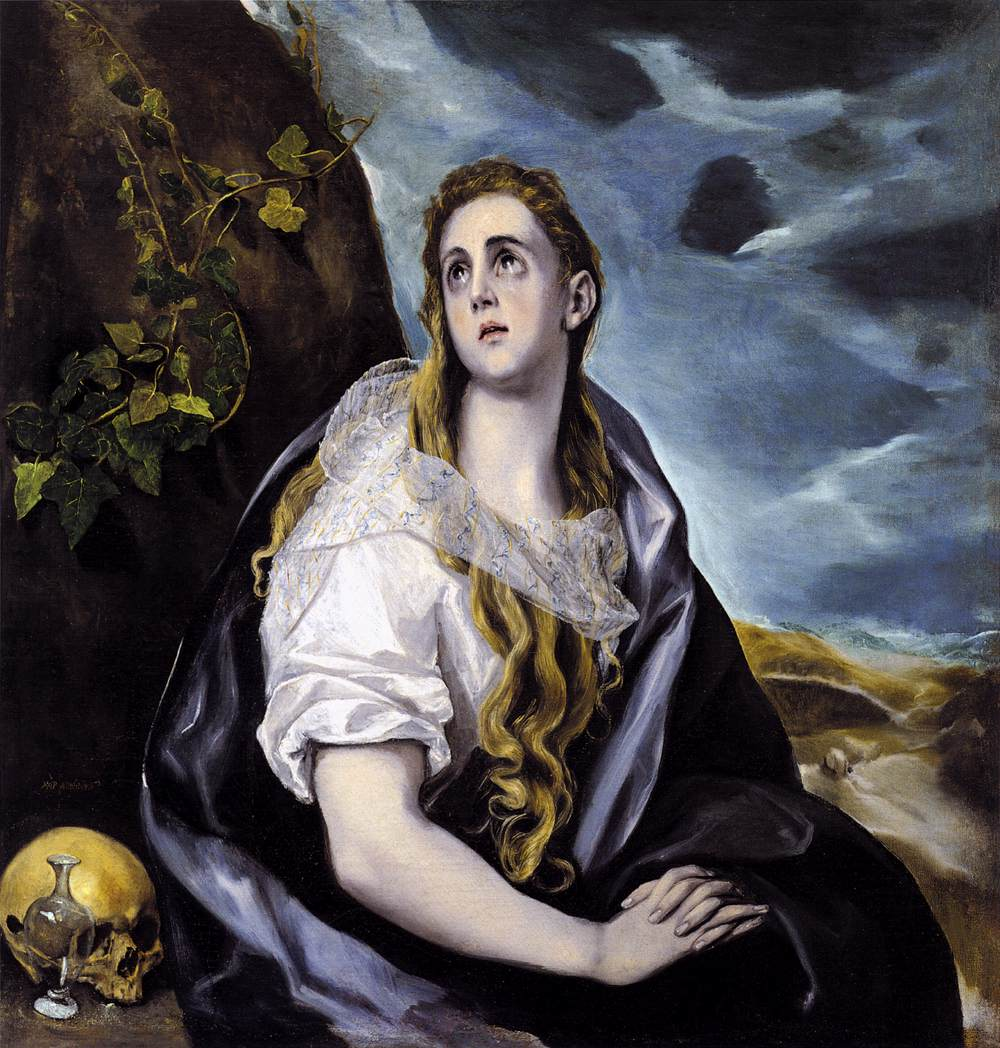
Pokutująca Maria Magdalena z 1577 (1578 – 1580), 108 × 101 cm, Worcester Art Museum
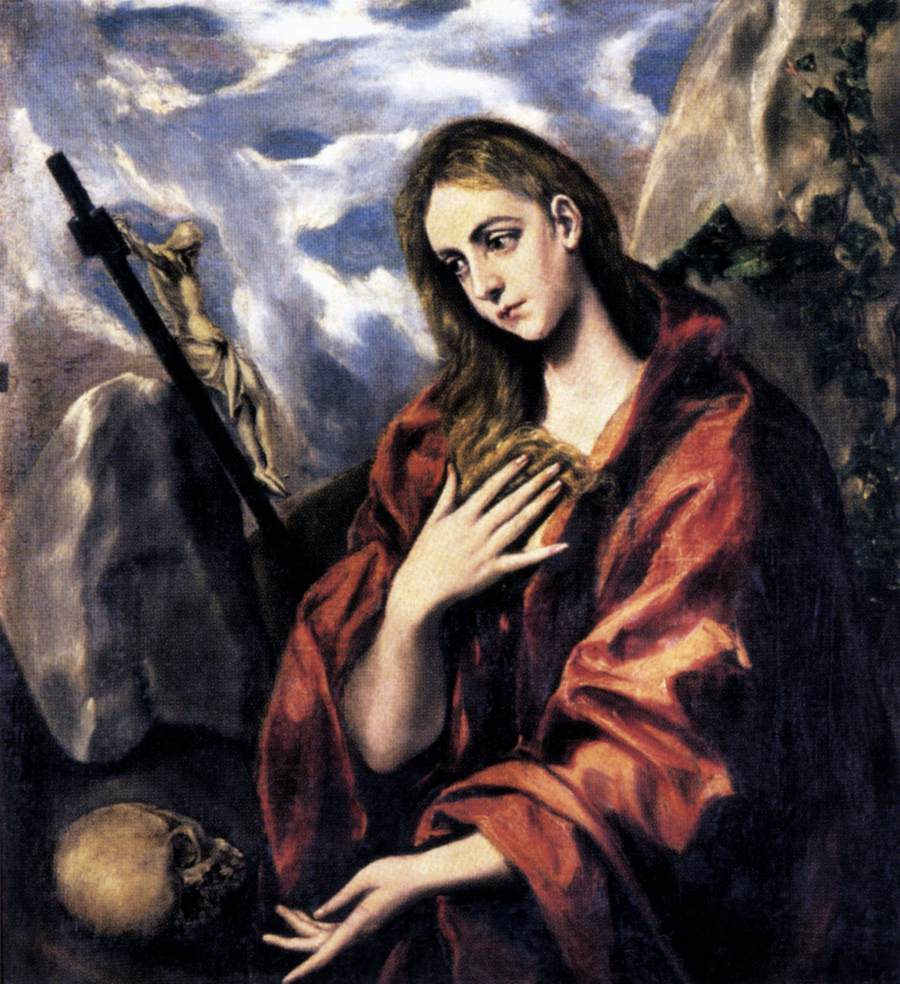
Pokutująca Maria Magdalena z 1597 (1585 – 1590), 109 × 96 cm, Museo Cau Ferrat w Sitges
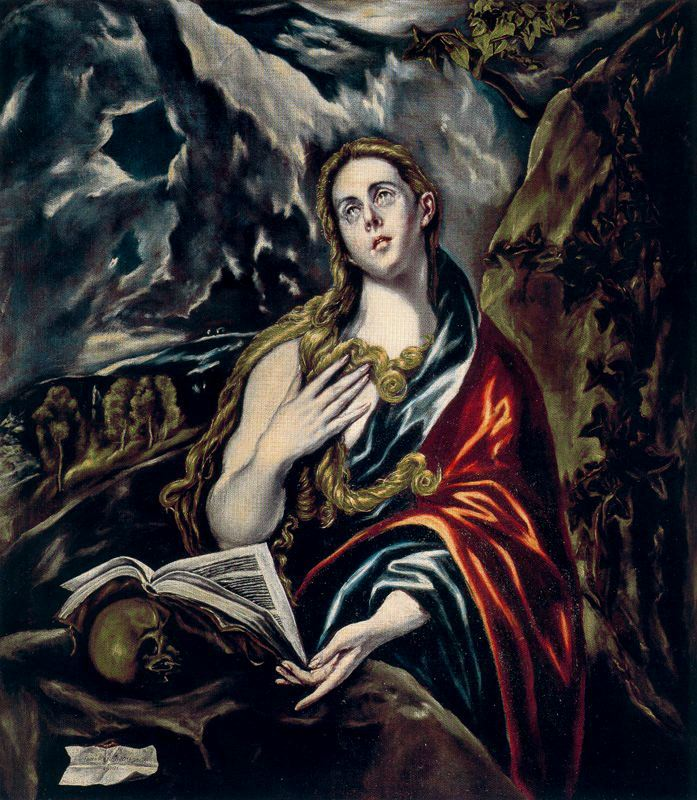
Pokutująca Maria Magdalena (1605 – 1610), 118 × 105 cm, kolekcja prywatna w Bilbao